# Kandilli, Aşkale
Kandilli là một thị trấn thuộc huyện Aşkale, tỉnh Erzurum, Thổ Nhĩ Kỳ. Dân số thời điểm năm 2011 là 1.426 người.